# Rangoun
Cette page contient des caractères spéciaux ou non latins. S’ils s’affichent mal (▯, ?, etc.), consultez la page d’aide Unicode.
Pour le film de John Boorman, voir Rangoon (film).

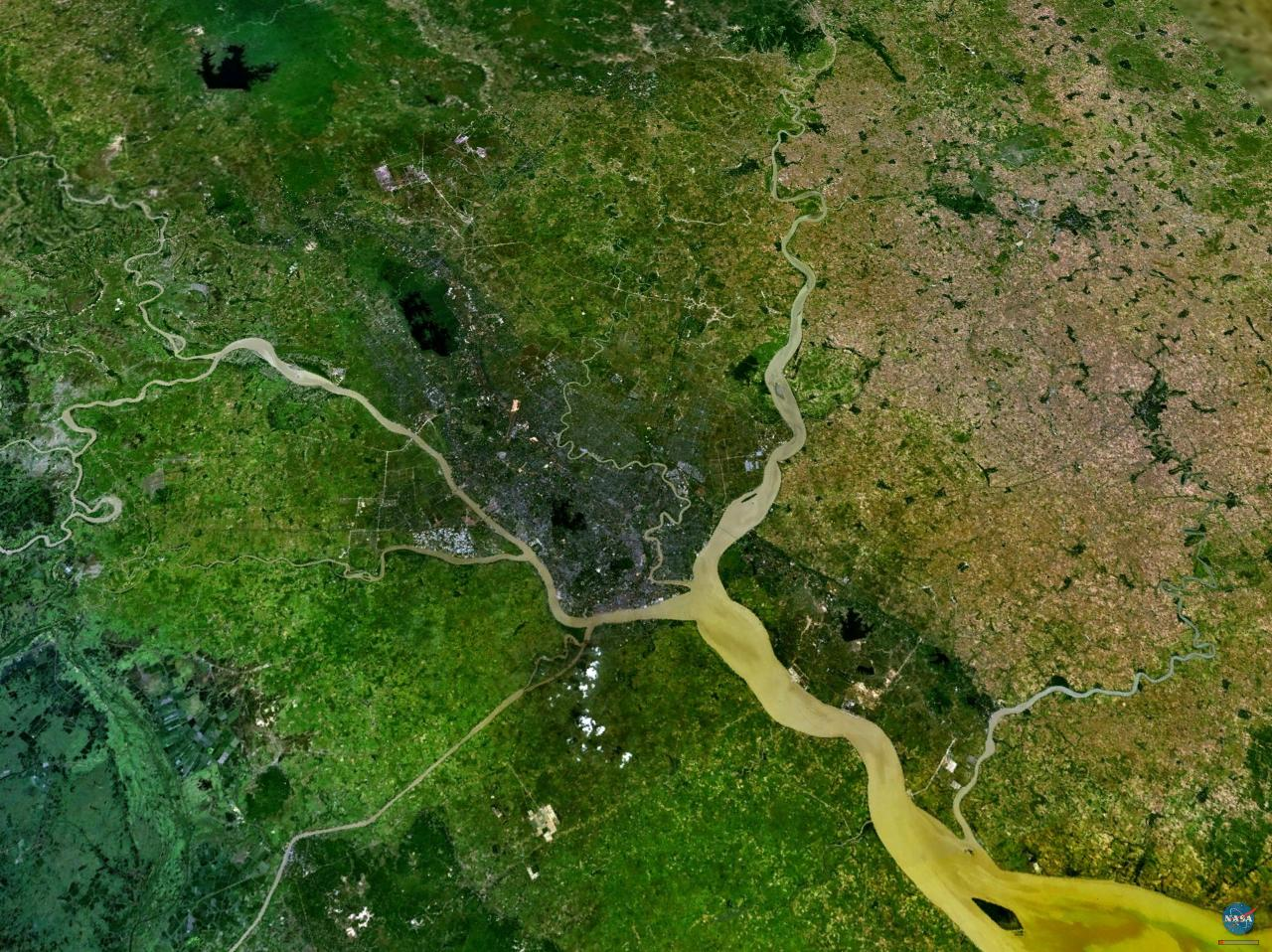
Le site de Rangoun, vue satellite.

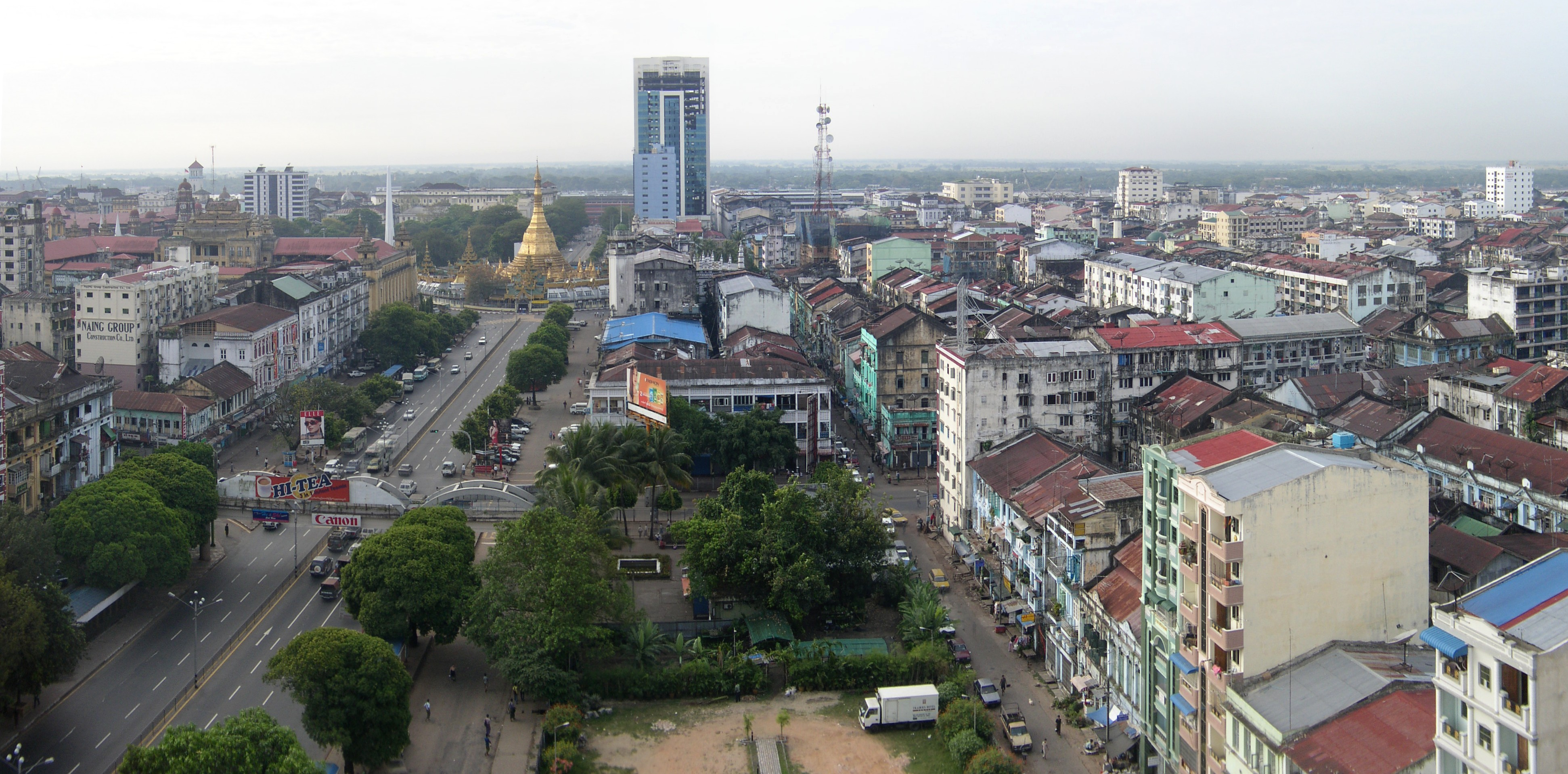
Vue de Rangoun vers la pagode Sule et le fleuve

Rangoun (en birman : ရန်ကုန်, prononcé : /jàɴɡòʊɴ mjo̰/) ou Rangoon, officiellement renommée Yangon en 1989, est la capitale économique et la plus grande ville de la Birmanie (ou Myanmar) avec 4,5 millions d'habitants. Située sur le fleuve Yangon né de la confluence des rivières Bago et Myitmaka, elle se trouve à trente kilomètres du golfe de Martaban, sur la mer d'Andaman.
Son nom birman Yangon est formé de yan (ရန္) et koun (ကုန္), qui signifient « ennemis » et « manquer de », respectivement. Le nom peut donc être traduit comme « fin de la discorde », « fin du conflit ». Rangoon/Rangoun provient quant à lui de la prononciation de la ville en arakanais, un dialecte du birman, où le son /r/ historique a été maintenu et n'a pas évolué en /j/ comme en birman.
Rangoun fut la capitale de la Birmanie britannique, puis indépendante, à partir de 1853. En novembre 2005, la junte militaire au pouvoir a commencé à déplacer sa capitale à l'intérieur du pays, à Naypyidaw (région de Mandalay). Naypyidaw est officiellement la nouvelle capitale depuis le 27 mars 2006.
Rangoun est la ville ayant le plus grand nombre d'édifices coloniaux de toute l'Asie du Sud-Est. Des bureaux du gouvernement situés dans des immeubles coloniaux (la Cour suprême, la mairie, le marché Bogyoke, etc.) seront bientôt rénovés. Mais après le coup d'État militaire du général Ne Win en 1962, Rangoun resta peu développée, par rapport aux autres grandes villes d'Asie du Sud-Est. Toutefois, le domaine de la construction voit un essor dû à l'investissement étranger (notamment de Singapour et de Chine). Beaucoup d'immeubles résidentiels et commerciaux ont été reconstruits ou modifiés au centre-ville et aux environs. Les « villes nouvelles » (မ္ရုိ့သစ္) et la région environnante restent pauvres.
Rangoun appartient à l'Asian Network of Major Cities 21 (ANMC21, Réseau asiatique des grandes villes).

## Histoire

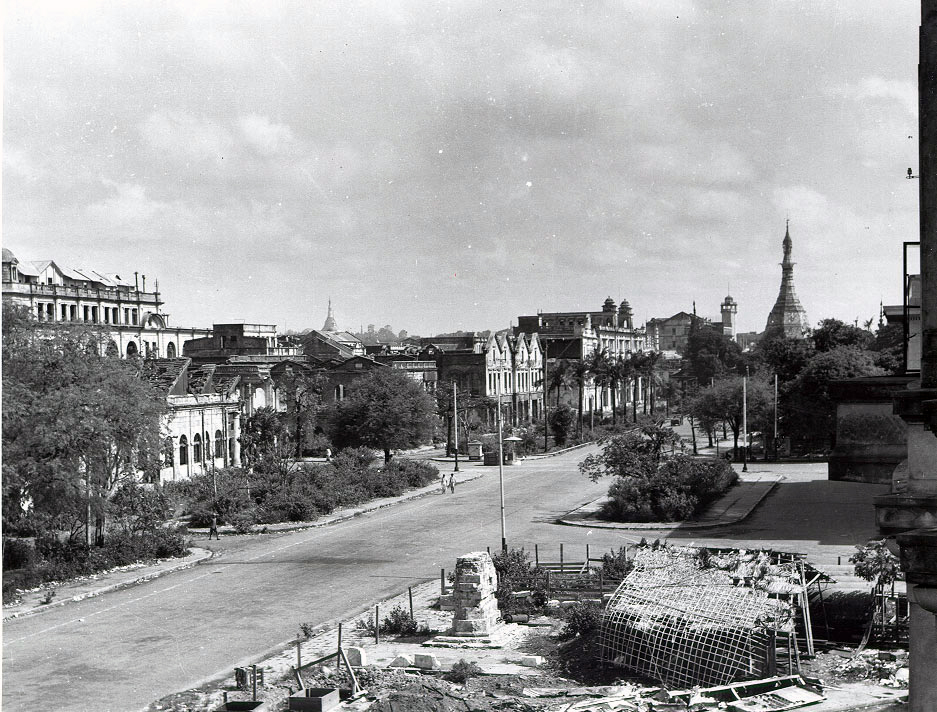
Rangoun en 1945. Vue de la pagode Sule et ses environs

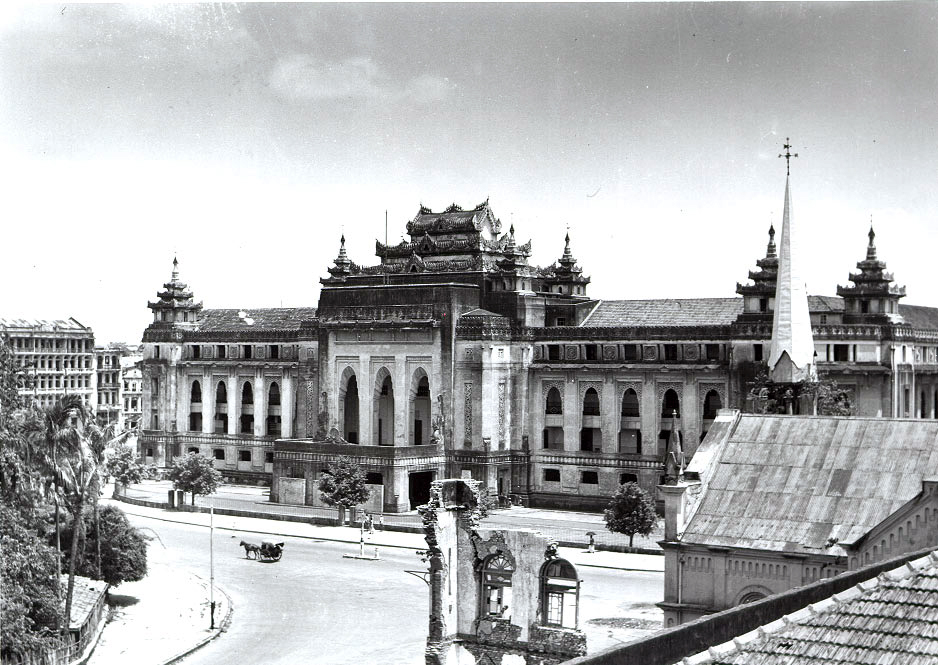
Hotel de ville de Rangooun en 1945

La ville a été fondée sous le nom de Dagon par les Môns au VIe siècle ; ce peuple dominait à l'époque le Sud de ce qui est aujourd'hui la Birmanie. Dagon n'était alors qu'un petit village de pêcheurs autour de la pagode Shwedagon.
Elle fut conquise en 1755 par le roi Alaungpaya et renommée Yangon. Détruite par un incendie en 1841, elle fut aussi lourdement endommagée pendant la seconde guerre anglo-birmane (1852), lors de laquelle la flotte britannique bombarda la ville. La Basse-Birmanie fut intégrée au Raj britannique et Rangoun en devint la capitale. Ses limites furent établies et les rues du centre-ville (le cantonment) tracées à angles droits le long du fleuve Yangon par les ingénieurs Fraser et Montgomerie.
Les Britanniques « occidentalisent » l'éducation. Ils y établissent plusieurs universités : le Government College (qui fusionnera plus tard avec le Judson College pour créer l'université de Rangoun) et le Theological College for Karens (aujourd'hui l'Institut birman de théologie). Beaucoup de pensionnats religieux virent le jour à cette époque pour éduquer les enfants anglais, anglo-birmans ou karens chrétiens.
Pendant la période coloniale, les industries les plus importantes de Rangoun étaient la riziculture et l'abattage d'arbres, mais d'autres produits (dont le coton, les pierres précieuses, les cheroots et l'ivoire) sont eux aussi exportés. Le développement de la ville fut rapide : au début des années 1900, son infrastructure et ses services publics étaient au même niveau que ceux du Londres de l'époque. Jules DuBern contribua au développement du port, ainsi qu'à la création du jardin zoologique.
Important port d’émigration pendant l'entre-deux-guerres, Rangoun est une ville marchande qui compte plus d'un million d’habitants dans les années 1910, dont la moitié de travailleurs indiens.
Rangoun sera très endommagée en 1930 par deux désastres naturels : un tremblement de terre et un tsunami, et souffrira ensuite des ravages de l'armée impériale japonaise, qui envahit la ville pendant la Seconde Guerre mondiale le 8 mars 1942. Le 2 mai 1945 la 14e armée reprend la ville lors de l'opération Dracula.
Avant la guerre, les Indiens étaient l'ethnie la plus représentée. Après l'indépendance du pays, on vit davantage de Birmans, mais les Anglo-Birmans continuent à former environ un quart de la population de la ville jusqu'à la fin des années 1960. Aujourd'hui le nombre d'habitants des ethnies minoritaires augmente. Le départ des Anglo-Birmans, des Indiens et des Chinois s'explique par le démantèlement des politiques coloniales encourageant l'immigration de ces pays ainsi que par le départ de la plupart des Anglais, diminuant donc la taux de mariages mixtes.
Le nom de Rangoun fut officiellement changé en Yangon en 1989, en même temps que beaucoup d'autres toponymes à travers le pays. Quoique ce changement reflète la réalité de la prononciation locale, il fut sujet à controverse, car la junte militaire effectuant le changement n'est pas officiellement reconnu comme légitime par certains gouvernements et citoyens. Le gouvernement américain, par exemple, persiste dans l'usage des noms anglophones pour le pays et la ville : Burma et Rangoon, respectivement. Les noms de rues sont aussi changés en birman, mais beaucoup d'habitants les appellent encore par leurs noms coloniaux.
En 1996, le gouvernement décide de placer certains édifices coloniaux sous protection gouvernementale ; il rédige une « Liste d'héritage » de structures à protéger. Cependant, sur les 2000 bâtiments de l'époque coloniale que conserve la ville, la moitié sont rasées dans les années 1990-2000 pour construire des tours. Malgré tout, Rangoun possède le plus important ensemble d'édifices coloniaux du Sud-Est de l'Asie.
Rangoun hébergea, en décembre 2004, le World Buddhist Summit, qui accueillit plus de mille moines bouddhistes et plusieurs chefs d'État, dont Thaksin Shinawatra, premier ministre de la Thaïlande.
En novembre 2005, le gouvernement birman a commencé à déplacer la capitale à Naypyidaw, 322 kilomètres plus au nord, dans la région de Mandalay. Les raisons sont incertaines. La théorie locale la plus fréquente est que le chef de l'État, le général Than Shwe, adepte de l'astrologie, a déplacé la capitale pour éviter une fin proche. Certains suggèrent aussi que le déplacement de la capitale vers l'intérieur du pays protège mieux le régime militaire d'une éventuelle invasion, ou lui permet de mieux contrôler les minorités ethniques des États Karen, Shan et Chin, ou d'avoir une capitale loin des télécommunications étrangères.
Depuis la mi-2006, les résidents de certains quartiers de Rangoun doivent mettre des photographies des habitants de l'appartement/maison quelque part chez eux pour « des raisons de sécurité », et tout habitant doit maintenir une liste des membres de leur famille. Les visiteurs chez un habitant de Rangoun doivent enregistrer leur séjour avec les autorités locales avant de s'y installer.

## Géographie

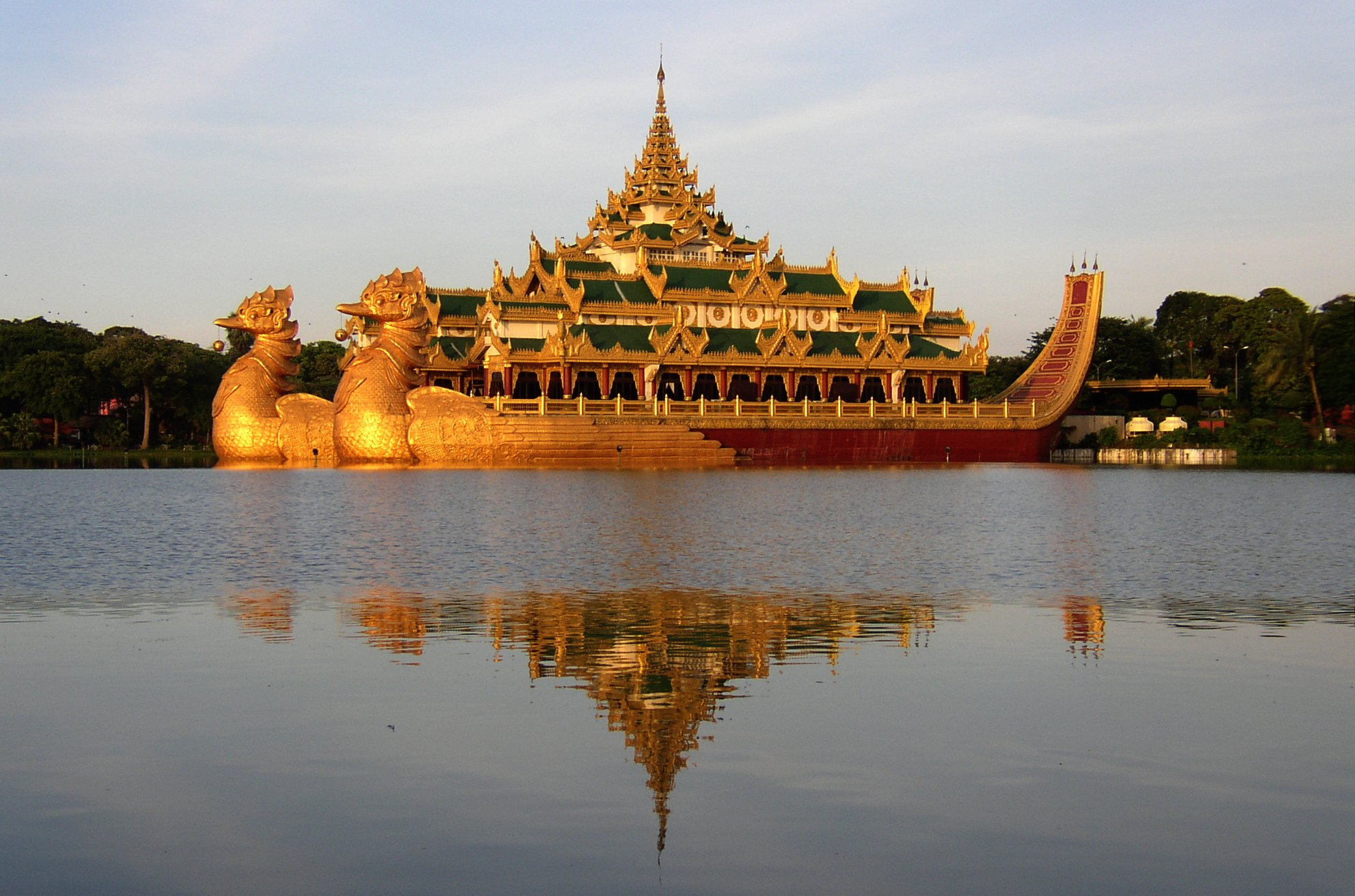
Le palace flottan Karaweik sur le lac Kandawgyi avec l'oiseau mythique Kalaviṅka.

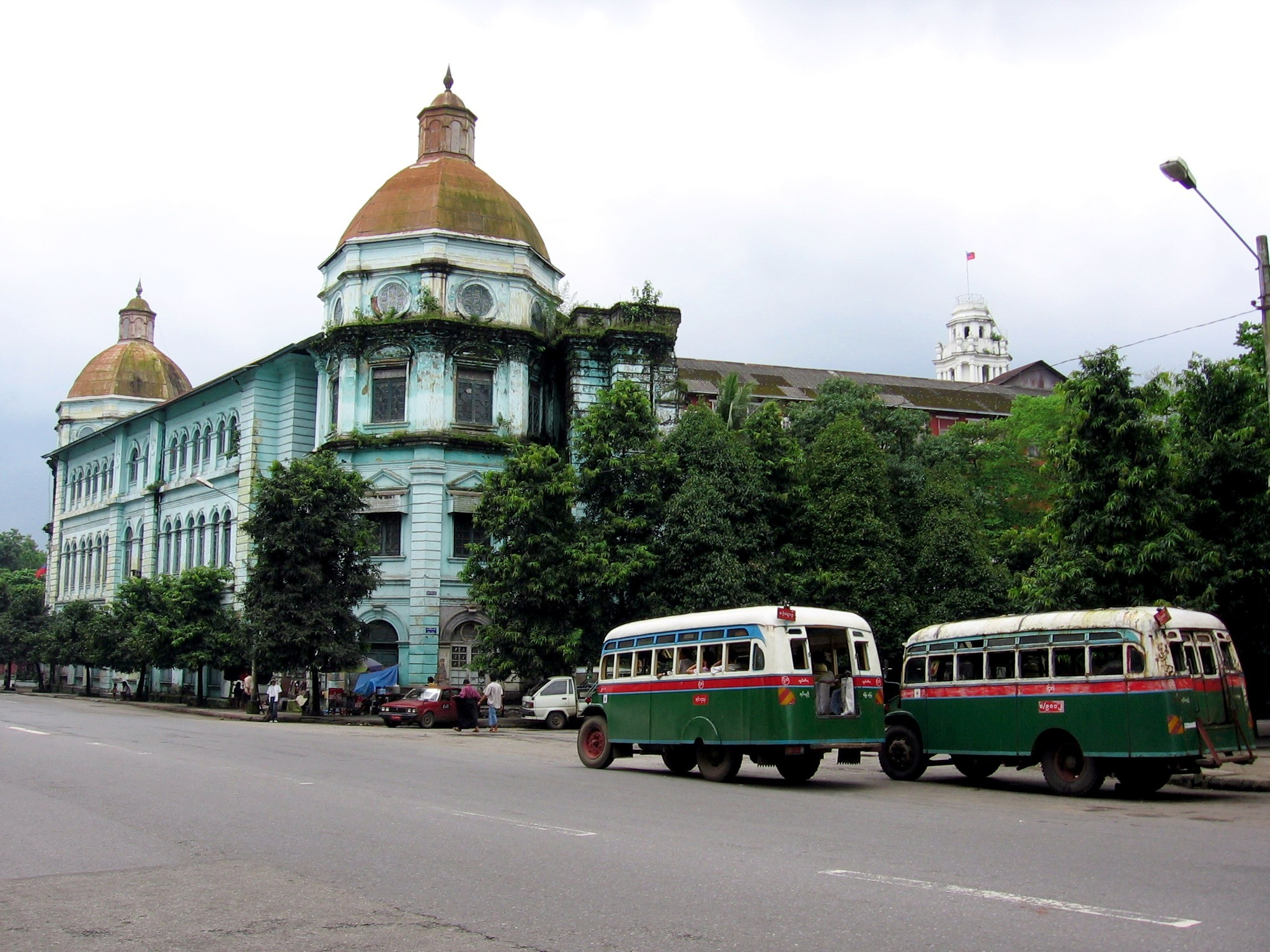
Une rue de Rangoun (2006).

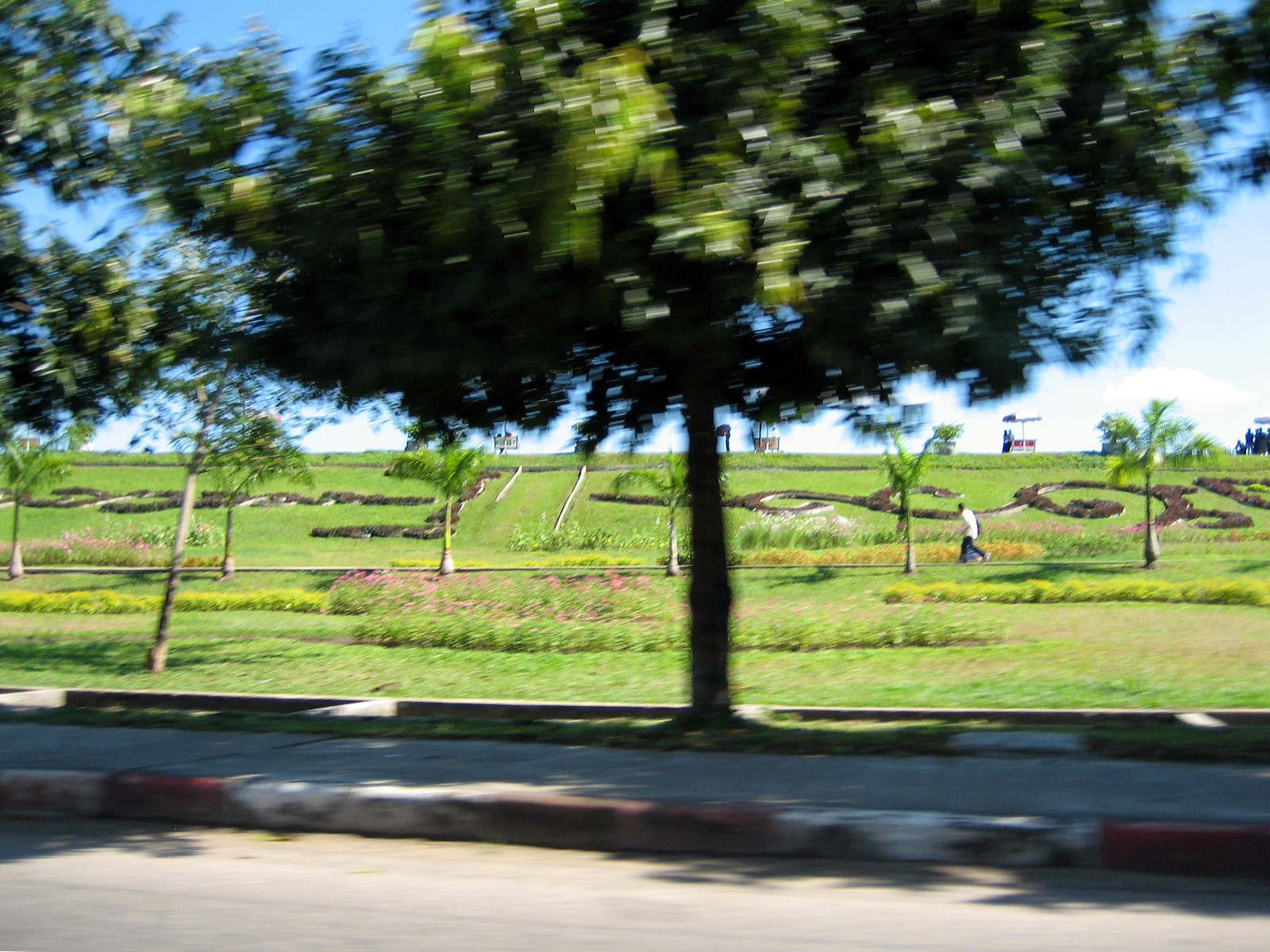
Parc autour du lac Inya.

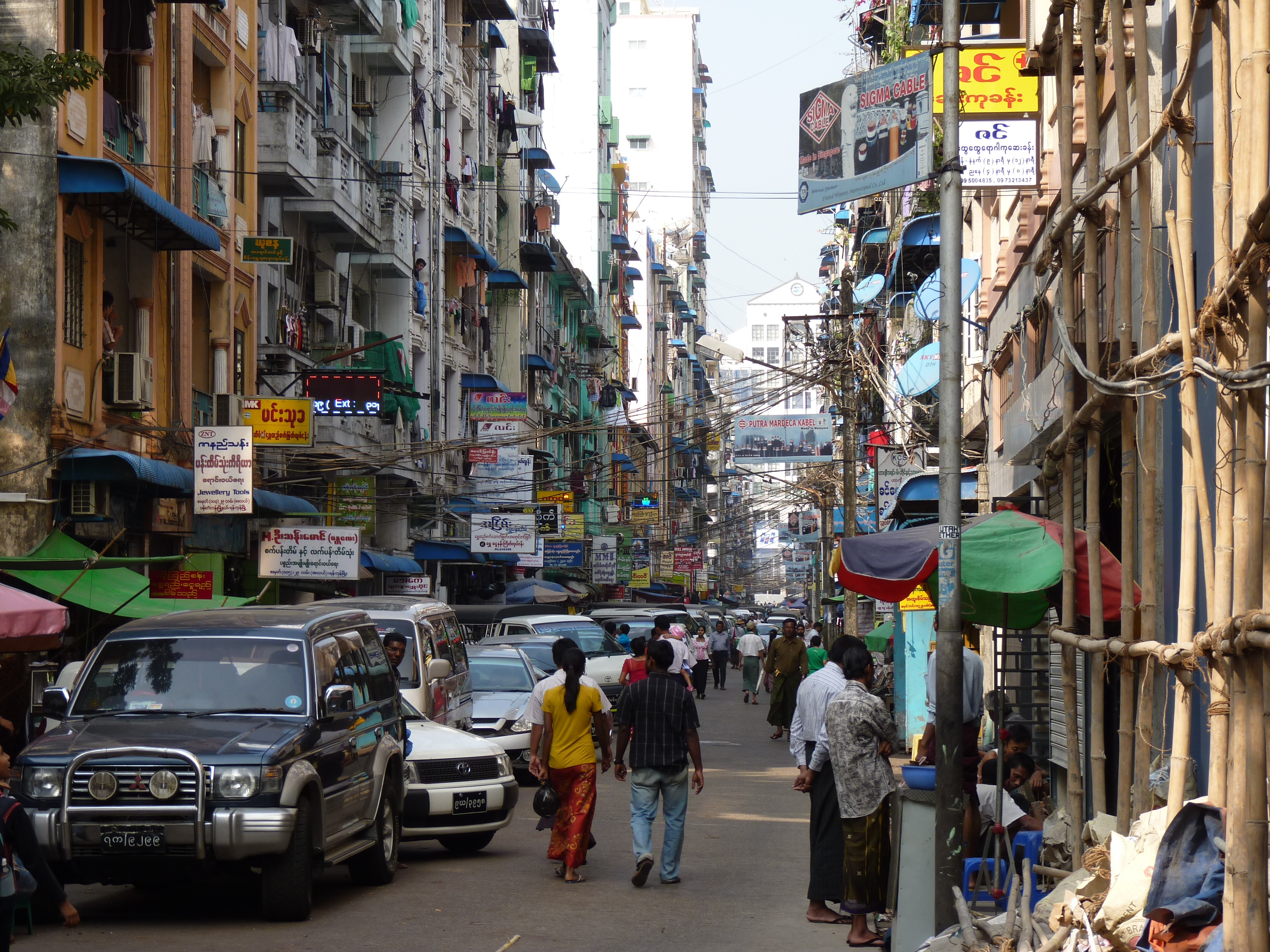
Une rue de Rangoun (2013)

Située à la confluence des fleuves Yangon et Bago, elle est à trente kilomètres du golfe de Martaban, dans la mer d'Andaman. Le canal de Twante, à, l'ouest, la relie depuis 1935 au réseau fluvial du delta de l'Irrawaddy.

## Administration
Rangoun est administrée par le Comité du développement de la ville de Rangoun (Yangon City Development Committee, ou YCDC) ; ce comité coordonne l'urbanisme.
Le maire en est le brigadier-général Aung Thein Lynn.
La ville est divisée en quatre districts, qui regroupent trente-deux arrondissements, chacun de ceux-ci étant administré par un comité de leaders de l'arrondissement qui prennent des décisions concernant l'entretien et l'infrastructure.

### Divisions administratives
Les juridictions de la municipalité de Rangoun incluent les trente-deux arrondissements. Les myo-thit (« villes nouvelles » ou villes satellite) ne sont pas comprises dans ces juridictions.

#### District occidental
- Arrondissement d'Ahlone
- Arrondissement de Bahan
- Arrondissement de Dagon (où est située la pagode Shwedagon ; quartier huppé)
- Arrondissement de Kyauktada (abrite beaucoup d'édifices historiques, dont la mairie, la cour suprême, et des immeubles coloniaux ainsi que des ambassades)
- Arrondissement de Kyeemyntdine
- Arrondissement de Lanmadaw (population chinoise ; abrite le ministère de l'énergie)
- Arrondissement de Latha (le « Chinatown » de Rangoun ; quartier très commercial)
- Arrondissement de Pabedan (au centre du district ; très commercial, abrite des marchés)
- Arrondissement de Sanchaung
- Arrondissement de Seikkan

#### District oriental
- Arrondissement de Dagon Seikkan
- Arrondissement de Dagon oriental
- Arrondissement de Dagon septentrional
- Arrondissement d'Okkalapa septentrional
- Arrondissement de Dagon austral
- Arrondissement de Thingangyun
- Arrondissement de Botahtaung

#### District septentrional
- Arrondissement de Hlaing
- Arrondissement de Hlaingthaya
- Arrondissement d'Insein
- Arrondissement de Kamayut
- Arrondissement de Mayangone
- Arrondissement de Mingalodon
- Arrondissement de Pazundaung
- Arrondissement de Shwepyitha

#### District austral
- Arrondissement de Dala
- Arrondissement de Dawbon
- Arrondissement de Mingalataungnyunt
- Arrondissement de Thaketa
- Arrondissement de Tamwe
- Arrondissement de Yankin
- Arrondissement de Seikkyi Kanaungto

## Culture
La langue vernaculaire de Rangoun est le birman. L'anglais est souvent parlé parmi les plus vieux habitants et les plus éduqués.
La ville abrite la plus ancienne université de Birmanie : d'abord affiliée à l'université de Calcutta, l'université de Rangoun fut officiellement fondée comme institution à part en 1920. Deux des quatre universités de médecine de Birmanie se trouvent à Rangoun.

### Religions
La population de Rangoun compte 80 % de bouddhistes pratiquants. La cathédrale catholique de Rangoun a été construite par les prêtres des Missions étrangères de Paris.

### Médias

#### Télévision
Les principales chaînes de télévision du pays sont basées à Rangoun. Il y a deux chaînes principales : TV Myanmar et TV Myawaddy (cette dernière créée en 1995), qui diffusent de 7 h à 4 h, et de 16 h à 23 h, respectivement. La plupart des hôtels sont équipés pour la réception de la télévision par satellite.
Il y a d'autres chaînes, mais thématiques : Myanmar International (ex MRTV-3), MRTV-4, et Channel 5. Myanmar International diffuse des émissions en anglais de 9 à 10 h en Birmanie ; à l'étranger elle diffuse de 13 à 14 h, de 18 à 19 h, et de 2 à 4 h. C'est une chaîne en anglais pour un public étranger, pouvant être vue dans 126 pays. MRTV-4 (lancée en 2004) diffuse des émissions éducatives et de divertissement, de 7 à 23 h. Channel 5 diffuse des films en langue étrangère (anglais, chinois, hindi…), avec des sous-titres en birman, ainsi que des dessins animés.

#### Radio
Radio Myanmar diffuse en anglais de 8 h 30 à 9 h, de 1 h 30 à 2 h, et de 9 h à 10 h 30. New City FM (fondé en 2002) diffuse de 8 à 10 h et de 13 à 17 h, tandis que City FM diffuse de 7 à 21 h (musique de Birmanie et ailleurs, émissions diverses, entrevues…).

#### Presse écrite
Il y a trois journaux publiés le matin : Myanmar Ah Lin, Kye mon in Myanmar, et The New Light of Myanmar (ce dernier en anglais). (Un autre journal national est publié à Mandalay, The Yadanabon News.)
En journaux hebdomadaires on trouve le Myanmar Times, en anglais tous les lundis, et en birman tous les vendredis.
Il y a trois magazines en anglais, Golden Myanmar, Myanmar Chronicle, et Myanmar Perspective.
On trouve des journaux et magazines étrangers dans certaines librairies.

### Sites et patrimoine

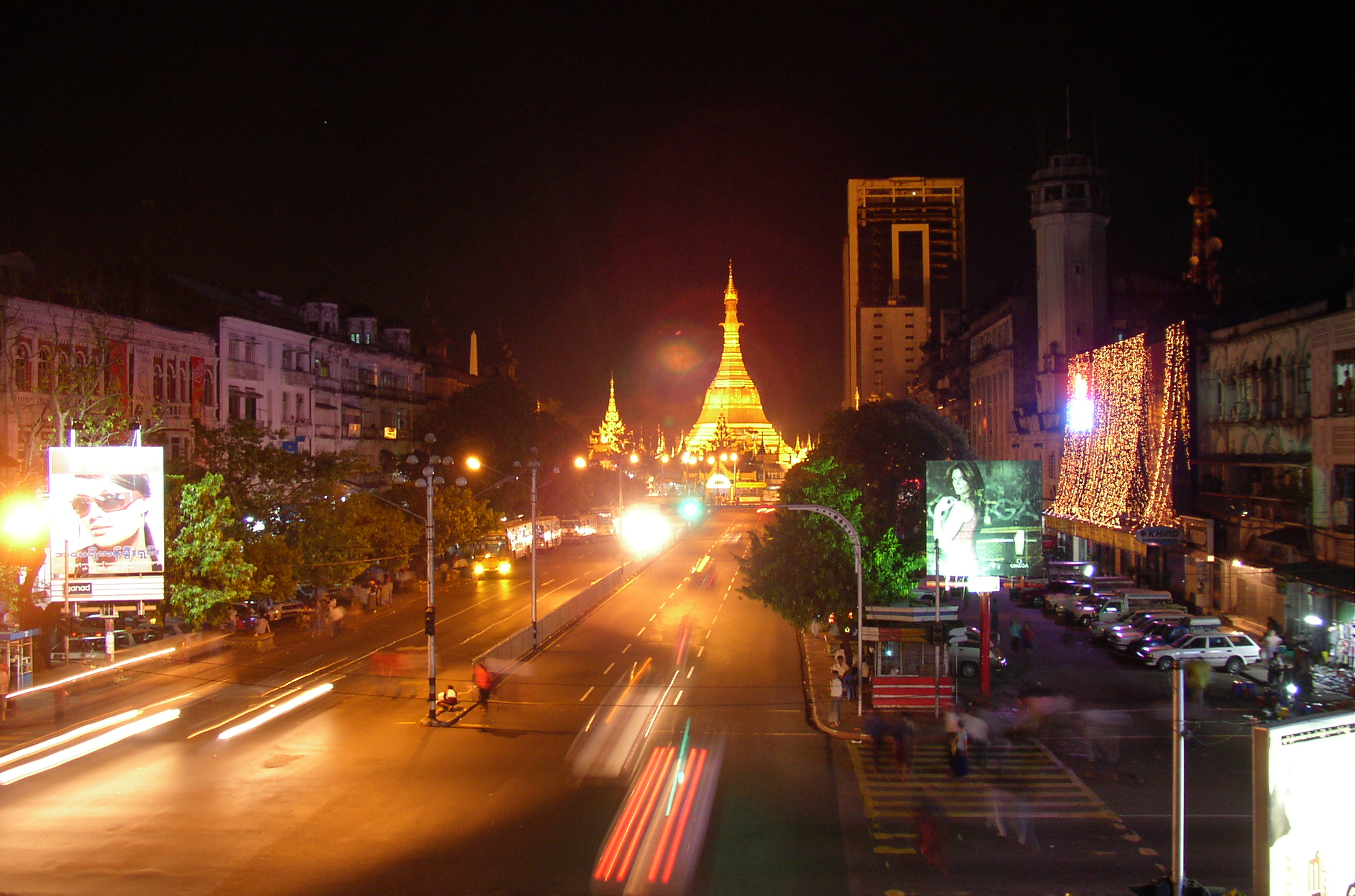
La pagode Sule la nuit

La ville abrite plusieurs édifices bouddhistes, la population du pays étant majoritairement bouddhiste, ainsi que plusieurs musées.
- Mémorial aux Alliés
- Alan Pya Paya (autrefois la pagode du Signal)
- Marché Bogyoke (autrefois le marché Scott)
- Pagode de Botahtaung
- Chaukhtatgyi Paya
- Lac Inya (autrefois le lac Victoria)
- Lac Kandawgyi (autrefois le lac Royal)
- Kyaukdawgyi Paya
- Parc et square du peuple
- Parc Mahabandoola (autrefois Filche Square)
- Village national des races
- Cathédrale Sainte-Marie de Rangoun
- Pagode Shwedagon
- Pagode Sule
- Université de Rangoun
- Hôpital général de Rangoun
- Jardins zoologiques de Rangoun
- Dargah (tombe) de Zafar Shah[15]

#### Musées
On y trouve le musée national de la Birmanie (histoire et arts anciens), le musée du Service de défense (militaire), le musée des Gemmes et de la Joaillerie, le musée Bogyoke-Aung-San, le musée de l'Élimination de la drogue, et un planétarium.

## Jumelage
- Katmandou (Népal)

### Autre
Il y a plusieurs douzaines de cinémas à Rangoun. On y trouve également des cafés, des salons de thé et des théâtres. Il existe des églises et des mosquées en ville.
Le week-end, les habitants les plus aisés de Rangoun sortent parfois passer quelques jours aux plages proches de la ville, dont Chaung Tha et Ngwe Saung (région d'Ayeyarwady). La majorité des autres habitants, travaillant tous les jours, sont également occupés le week-end. Les centres commerciaux sont d'ailleurs ouverts tous les jours de la semaine et sont très populaires auprès de la population. En effet, ils représentent un havre de fraîcheur très appréciable.

## Économie
Rangoun est le centre économique de la Birmanie. La devise est le kyat. La plupart des importations et exportations se font à Rangoun, surtout au port sur le fleuve Yangon, qui rejoint plus loin l'Irrawaddy. On prévoit la construction d'une zone économique spéciale dans l'arrondissement de Thanlyin, en face du port de Thilawa. Elle est en attente d'autorisation.
La ville est un centre de commerce affairé, mais les traces du passé restent évidentes dans des édifices bouddhistes telle la pagode Sule, vieille de deux mille ans, et dans l'architecture coloniale anglaise.

## Infrastructures

### Transports
L'aéroport international de Rangoun est l'aéroport international de Mingaladon, situé à dix-neuf kilomètres du centre-ville. On y inaugura récemment un nouveau terminal d'aéroport pour accueillir de plus grands avions et promouvoir le tourisme en Birmanie.
Les autobus sont bondés aux heures de pointe.
Les voitures, quoique chères, sont de plus en plus vues sur les rues de Rangoun, et il commence à y avoir des problèmes de circulation routière. Le gouvernement restreint régulièrement l'importation de voitures étrangères ; le marché noir est donc la principale source de voitures neuves et d'occasion (elles viennent surtout de Thaïlande, puis du Japon et de la Chine). On y conduit à droite, et le volant est souvent lui aussi placé à droite ; cela a pour conséquence de nombreux accidents. Le gouvernement rationne le pétrole ; c'est pourquoi la plupart des voitures roulent avec un mélange de pétrole du gouvernement et du marché noir.
Dans la ville même il est interdit d'utiliser vélos, motos, et rickshaws.
Les lignes de train partent de la gare centrale de Rangoun et relient la capitale au Nord du pays. Il y a une ligne interne à la ville qui lie certains quartiers.

### Rues
Rangoun était autrefois un exemple à suivre pour le reste de l'Asie du Sud-Est. Trois types de rues furent incorporées lors de la construction de la ville coloniale. Celles allant d'ouest en est étaient larges de 49 mètres. Celles allant du nord au sud formaient une succession de deux rues de 9,1 m de large chacune, une rue de 15 m de large, deux rues de 10,5 m de large, et une rue de 30 m de large ; cet ordre est répété en ceux allant d'ouest en est. Les rues plus petites furent numérotées tandis que celles de taille moyenne et grande furent nommées, certaines en honneur d'habitants importants.
Par exemple, on pouvait trouver la rue Lanmadow, de 30,5 m de large, suivie des petites rues 17e et 18e, puis la rue Sint-O-Dan, de taille moyenne (17,7 m), suivie des petites rues 19e et 20e, puis la rue Latha, de 30,5 m de large, puis encore deux petites rues, les rues 21e et 22e.
Les rues parallèles allant d'ouest en est sont les rues Strand, Merchant, Dalhousie (« Maha Bandoola »), Fraser (« Anawrahta ») et Montgomery Commissioner (« Bogyoke Aung San »).

#### Noms
Après l'indépendance de la Birmanie en 1948, beaucoup de rues furent renommées. Aujourd'hui les noms actuels et coloniaux sont utilisés indifféremment pour certaines artères. Voici une liste des principales rues dont les noms furent changés :
- Ady Road → May Kha Road
- Campbell Road → Ngahtatgyi Pagoda Road
- Dalhousie Street → Mahabandoola Road
- DuBern Road → Parami Road
- Lower Kemmendine Road → Lower Kyimyindi Road
- Montgomery Street → Bogyoke Aung San Road
- Pagoda Road → Shwedagon Pagoda Road
- Prome Road → Pyay Road
- Upper Phayre Road → Upper Pansodan Road
- Sparks Street → Bo Aung Kyaw Street
- Stockade Road and Judah Ezekiel Road → Theinbyu Road
- Voyle Road → U Wisara Road
- Lancaster Road → Nawaday Road
- Windermere Road → Than Lwin Road
- Windsor Road → Shin Sawpu Road
- Stevenson Road → Hledan Road
- Fraser Road → Anawratha Road
- Lewis Street → Seikkanthar Street
- Bar Street → Mahahbandula Park Street
- York Street → Yaw Min Gyi Street

## Climat
Rangoun a dans la classification de Köppen un climat équatorial à mousson.
| mois                    | jan     | fév     | mars    | avr     | mai     | juin    | jui     | août    | sept    | oct     | nov     | déc     | année   |
| ----------------------- | ------- | ------- | ------- | ------- | ------- | ------- | ------- | ------- | ------- | ------- | ------- | ------- | ------- |
| moyenne maximum °C (°F) | 31 (89) | 34 (94) | 36 (97) | 37 (99) | 33 (92) | 30 (86) | 29 (85) | 29 (85) | 30 (86) | 31 (88) | 31 (89) | 31 (88) | 32 (90) |
| moyenne minimum °C (°F) | 18 (65) | 19 (67) | 21 (71) | 24 (76) | 25 (78) | 25 (77) | 24 (76) | 24 (76) | 24 (76) | 25 (77) | 22 (73) | 19 (67) | 22 (73) |

Source: Weatherbase

## Personnalités
- Aung San Suu Kyi, femme politique birmane, la leader de l'opposition démocratique, est née à Rangoun le 19 juin 1945.
- Nick Drake, musicien folk anglais, est né à Rangoun le 19 juin 1948.